# Pedro Guerra (cantante)
Pedro Manuel Guerra Mansito, más conocido como Pedro Guerra (Güímar, Tenerife, 2 de junio de 1966), es un cantautor español. Inicialmente actuaba bajo el nombre de Pedro Manuel.

## Biografía

### Inicios en Tenerife
Nació en Güímar, provincia de Santa Cruz de Tenerife (Canarias) (España), y es hijo de Pedro Guerra Cabrera, primer presidente del Parlamento de Canarias y senador por el Partido Socialista Obrero Español, y de Lourdes Mansito Pérez.
Realizaba sus estudios en el colegio y simultáneamente en el instituto de música  en la villa de Arafo del Conservatorio Superior de Música de Tenerife, pasando a la sede principal del mismo en Santa Cruz de Tenerife para estudiar guitarra, instrumento que cursará hasta cuarto curso junto al de solfeo.
Con 16 años comienza sus actuaciones públicas en diferentes fiestas populares de la isla. Su primera actuación de importancia tuvo lugar en las fiestas patronales de Güímar, junto con otros grupos canarios importantes como Taburiente y Los Sabandeños y el cantautor Luis Eduardo Aute. Ya desde esta época contará con la colaboración ocasional del teclista Luis Fernández.
A los 18 de años de edad se muda a la ciudad universitaria de La Laguna, donde se incorpora a su vida musical. Allí conoce a muchos otros cantautores entre los que se encuentran Andrés Molina, Rogelio Botanz y Marisa Delgado. Es precisamente junto a estos tres músicos con los que Pedro Guerra forma Taller Canario de Canción en 1985. Marisa abandonaría el grupo un año después quedando el trío que es más conocido.
La primera experiencia discográfica de Pedro Guerra tiene lugar en 1985, gracias a una iniciativa del Gobierno de Canarias y del Centro de la Cultura Popular Canaria. Participa en los temas Entre nieblas, Acuérdate de mí, Cathaysa y Endecha del álbum Nueva Canción Canaria editado por estas dos instituciones. Pedro Guerra, en aquel entonces conocido como Pedro Manuel, se convertirá en uno de los mayores referentes de la nueva generación de Nueva Canción Canaria, caracterizada por una fuerte reivindicación social, y por el uso de sonoridades del folclore canario, fusionadas con música moderna, música latina y música norteafricana.

### Discografía con Taller[3]
Taller Canario de Canción (conocido más adelante como "Taller" a secas) se convertirá en uno de los grupos fundamentales de la Nueva Canción Canaria, que renacerá a mediados de los 80 tras la "crisis" sufrida a inicios de esta década. La primera grabación de Taller aparece editada en el ya mencionado disco Nueva Canción Canaria  (1985); se trata del tema Endecha.
Con Taller grabará los discos Trapera (1987), Identidad (1988) (tras el cual el grupo realizará una gira junto a Marisa por Cuba, Venezuela, Nicaragua, Madrid y el País Vasco), A por todas (1989, contando con la colaboración de Silvio Rodríguez en la canción Encubrimiento de América), Rap a duras penas (1991, con las colaboraciones de Joaquín Sabina en Con pinta de tipo que busca heroína, Luis Morera de Taburiente en Berlín 90, Natxo de Felipe de Oskorri en Garaldea, Luis Eduardo Aute en Sobre la luna y Cecilia Todd en A qué cantar). Durante esta época también colaborará en discos y compondrá para otros artistas como Lito, Marisa o Mestisay. Tras su marcha del grupo, Taller editará otros dos discos: Y ahora qué (1994), donde se incluye un tema compuesto por Pedro Guerra (Nadie sabe); y Castillos de arena (1999), donde el propio Pedro Guerra vuelve a colaborar cantando en un tema y haciendo los coros en otros dos.

### Su carrera en solitario
En 1993 se traslada a Madrid para iniciar su carrera en solitario. Allí se hace frecuente de salas como Libertad 8, Teatro Alfil y actuará en multitud de locales por toda España. También colabora con otros artistas como músico y compositor, entre los que se cuentan Ana Belén, Víctor Manuel, Joaquín Sabina, Marta Sánchez, Javier Álvarez, Paloma San Basilio, Amistades Peligrosas y el grupo Cómplices.
En 1995 publica su primer disco en solitario, Golosinas, grabado en directo y en el que se incluiría la canción Contamíname, que más adelante interpretaría Ana Belén. Con su segundo disco alcanzaría instalarse en lo más alto de las listas de éxitos de las radiofórmulas. Fue en 1997 gracias a Tan cerca de mí. Es un autor de lo más prolífico y los discos se suceden. Por su disco Mararía (1998) fue nominado por la Academia de las Artes y las Ciencias Cinematográficas de España y premio a la Mejor banda sonora de Obra Cinematográfica de los Premios de la Música que anualmente otorgan la Sociedad General de Autores y Editores (SGAE) y la Sociedad de Artistas, Intérpretes o Ejecutantes (AIE).
En (1999) sale a la luz Raíz, disco donde recupera sonoridades propias de la música canaria, así como temas de tipo social (incluyéndose un poema del subcomandante Marcos). También contará con la colaboración en las percusiones canarias del antiguo componente de Taller, Rogelio Botanz (que también participó en el disco Mararía). Ofrenda (2001) es un canto al mestizaje, fusionando elementos musicales de muy diversos orígenes.
En el año (2001) el Auditorio Alfredo Kraus de Las Palmas de Gran Canaria le encargará una obra para ser estrenada a finales de ese año. Pedro Guerra realiza un trabajo que gira en torno a la temática de la mujer y la discriminación que esta sufre en todo el mundo; en dicho trabajo fusionará de nuevo el folclore canario con sonidos actuales (rock, rap, etc.) y arreglos orquestales. En el año (2002) publica un disco con el resultado de dicho trabajo, y que llevará por título Hijas de Eva, contando con la colaboración de Silvio Rodríguez y Fito Páez.

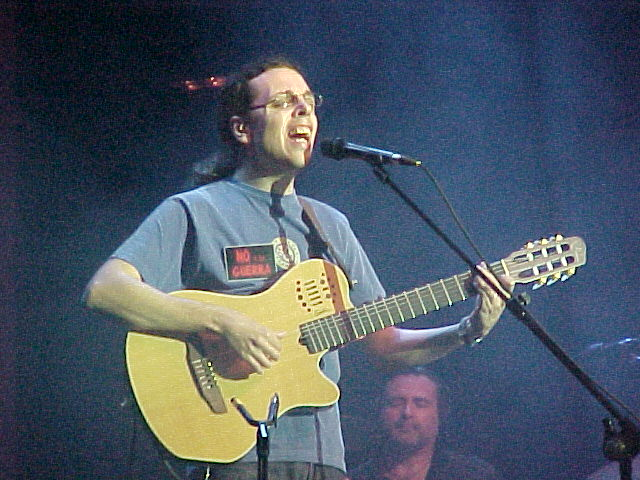
Pedro Guerra durante su actuación en Puerto del Rosario, Fuerteventura el 19/03/2003

En 2003 realizará una gira con el poeta Ángel González de la que saldrá el disco La palabra en el aire, en el que el poeta recita, y Pedro Guerra canta poemas musicados. Bolsillos (2004) es una obra con sonidos más sencillos, sin demasiadas estridencias, y temas comprometidos. También es un disco donde el artista echa una mirada hacia atrás, hacia su juventud. También en 2004 participa en el disco colectivo "Neruda en el corazón" que celebra el centenario de Pablo Neruda poniendo música al poema Antes de amarte, amor (Soneto XXV).
En las elecciones al Parlamento Europeo del 2005 hizo campaña por Izquierda Unida. En este mismo año, trabaja en la producción y coordinación musical del Disco grabado en directo Contaminados, donde él participa, y con las actuaciones de Chico César, Javier Ruibal, Julieta Venegas. La asociación de Madres Dominicanas de Madrid otorga a Pedro el "Premio a la Tolerancia"; en el 2003 presenta el disco “La palabra en el aire” y en el 2004 regresa con su disco “Bolsillos”. En el año 2008 lanzó su nuevo material discográfico luego de casi cuatro años de silencio, se titula “Vidas” y cuenta con 14 nuevas canciones que el artista define como el disco “más coherente” de su carrera, dos de ellos ("Lara" y "Cuando llegó Pedro"), dedicados a sus dos hijos. Producido por el mismo Guerra y Ángel Matos, en “Vidas” prima la naturalidad, el sonido puro, la sencillez y la ausencia de lo superfluo.El mismo año edita "Vidas en vivo", el primer CD+DVD.
Al año siguiente sale el volumen 1 de un disco de versiones, titulado "Alma mía"; en 2010 sale "Contigo en la distancia", el volumen 2 de dicho compilado. En 2013 Guerra cumple 30 años de carrera musical y los festeja editando el triple álbum "30 años", donde participan como invitados varios artistas, entre ellos Silvio Rodríguez, Pedro Aznar, Josemi Carmona (Ketama), Luis Eduardo Aute, Enrique Bunbury y Ana Belén. El 29 de abril de 2014 sale a la venta "20 años Libertad 8", un CD+DVD compuesto por 15 temas grabados en directo en diciembre de 2013 en el local Libertad 8, en Madrid. Participaron como invitados Ismael Serrano, Jorge Drexler y Luis Eduardo Aute, entre otros.
El 1 de abril de 2016 se conoce "Márgenes", primer adelanto de "Arde Estocolmo", nuevo álbum de estudio de Pedro Guerra. Además el 22 del mismo mes publica "14 de Ciento Volando de 14", compuesto por 14 sonetos de Joaquín Sabina, extraídos del libro "Ciento Volando de 14", con música de Pedro Guerra. Participan importantes invitados, entre ellos Víctor Manuel y Ana Belén, Bunbury, Jorge Drexler, Amparo Sánchez, Pablo Milanés, Julieta Venegas, Dani Martín, Silvio Rodríguez, Luis Eduardo Aute, Leiva, Ismael Serrano, Joan Manuel Serrat, Juan Carlos Baglietto y Rozalén.
En septiembre de 2018, reedita, Golosinas, álbum con el que el cantautor canario Pedro Guerra inició su carrera en solitario en 1995 "golosinas 2018" contiene el álbum original cuidadosamente remasterizado y varias nuevas colaboraciones.
El 8 de enero de 2022, Pedro Guerra fue uno de los cantantes participantes en el concierto solidario Más fuertes que el volcán, el cual fue organizado por Radio Televisión Española con el fin de recaudar fondos para los damnificados por la erupción volcánica de La Palma de 2021.

## Discografía[21]

### Recopilaciones
- Nueva canción canaria (1985)
- Contaminados (2005)

### Taller Canario
- Trapera (1987)
- Identidad (1988)
- A por todas (1989)
- Rap a duras penas (1991)

### En solitario
- Golosinas (1995)
- Tan cerca de mí (1997)
- BSO de Mararía (1998)
- Raíz (1998)
- Ofrenda (2001)
- Hijas de Eva (2002)
- La palabra en el aire (2003)
- Bolsillos (2004)
- Vidas (2008)
- Alma mía (2009)
- Contigo en la distancia (2010)
- El mono espabilado (2011)
- 30 años (2013)
- 14 de ciento volando de 14 (2016)
- Arde Estocolmo (2016)
- #Golosinas2018 (2018)
- El Viaje (2021)